# フェリピ・マノエウ・ゴンサウヴェス
フェリピ・マノエウ（Felipe Manoel）こと、フェリピ・マノエウ・ゴンサウヴェス（Felipe Manoel Gonçalves, 1989年11月4日 - ）は、ブラジル・サンパウロ州サンパウロ出身のサッカー選手。ポジションはミッドフィールダー（センターハーフ）。

## 経歴
2008年1月30日、ブラジルのサンベルナルドFCに所属していたフェリピは、スペインのビジャレアルCFと契約を交わした。すぐさま、母国のスポルチ・レシフェに半年間のレンタルに出された。2008-09シーズンは、ともにセグンダ・ディビシオンのSDウエスカとレバンテUDに半年ずつのレンタル移籍をしている。2009-10シーズン前半戦もレバンテUDで過ごし、後半戦はビジャレアルCF Bでプレーした。